# EVOLution
EVOLution (stilisiert als ƎVO⅃UTION) ist das zweite Studioalbum der US-amerikanischen Schauspielerin und Sängerin Sabrina Carpenter. Es erschien am 14. Oktober 2016 unter dem Label Hollywood Records und enthält die Singles On Purpose und Thumbs sowie die Promo-Single All We Have Is Love.

## Hintergrund
Carpenter kündigte das Album am 3. September 2016 über ihre Social-Media-Seiten gemeinsam mit ihrer ersten Tournee an.

## Singleauskopplungen
Die erste Single des Albums mit dem Titel On Purpose erschien am 29. Juli 2016. Am 3. Januar 2017 wurde Thumbs als zweite Single des Albums veröffentlicht.
All We Have Is Love wurde am 23. September 2016 als Promo-Single veröffentlicht, am selben Tag, ab welchem das Album vorbestellbar war. Am 30. September 2016 wurde Run and Hide als zweite Promo-Single veröffentlicht.

## Rezensionen
Das Album erhielt positive Rezensionen, in denen Carpenters musikalische Reife und Entwicklung gelobt wurden. Christine M. Sellers von The Celebrity Cafe schrieb, dass „Carpenter nicht nur ein weiteres Disney-Mädchen sei, dass durch ihre Teenager-Jahre gehe“ und dass das Album „ihre Entwicklung als Songwriter und als Sängerin demonstriere“. Brittany Goldfield Rodrigues von ANDPOP schrieb, dass „Carpenter eine reife musikalische Seite zeigt, bereit ist mit Techno-Beats, Songtexten und ihrer Stimme zu experimentieren. Sie habe eindeutig einen einzigartigen Sound gefunden, der sie von anderen Musikern unterscheidet“.

## Titelliste
| #   | Titel                 | Songwriting                                               | Länge |
| --- | --------------------- | --------------------------------------------------------- | ----- |
| 1.  | On Purpose            | Sabrina Carpenter, Ido Zmishlany                          | 3:58  |
| 2.  | Feels Like Loneliness | Sabrina Carpenter, Ido Zmishlany                          | 3:20  |
| 3.  | Thumbs                | Priscilla Renea, Steve Mac                                | 3:36  |
| 4.  | No Words              | Sabrina Carpenter, Ido Zmishlany                          | 3:32  |
| 5.  | Run and Hide          | Sabrina Carpenter, James Michael Robbins                  | 3:29  |
| 6.  | Mirage                | Sabrina Carpenter, Nick Bailey, Jeff Halavacs, Ryan Ogren | 3:25  |
| 7.  | Don't Want It Back    | Sabrina Carpenter, Steph Jones, Robert Leon Persaud       | 3:01  |
| 8.  | Shadows               | Sabrina Carpenter, Steph Jones, Robert Leon Persaud       | 2:52  |
| 9.  | Space                 | Sabrina Carpenter, Missy Modell, Daniel Kyriakides        | 3:06  |
| 10. | All We Have Is Love   | Sabrina Carpenter, Afshin Salmani, Josh Cumbee            | 3:02  |

## Chartplatzierungen
| ChartsChartplatzierungen       | Höchstplatzierung | Wochen |
| ------------------------------ | ----------------- | ------ |
| Vereinigte Staaten (Billboard) | 28 (1 Wo.)        | 1      |